# آنا كلوديا ميشيل
آنا كلوديا ميشيل (مواليد 31 يوليو 1981) عارضة أزياء وممثلة برازيلية من أصول ألمانية ، اشتهرت ظهورها في مسلسل باليسما (2005) ، ظهروها في برنامج وثائقي توب موديلز ، أم كونتو دي فاداس برازيليرو (2011) الذي تحكي قصة 24 عارضة ، برزوا على منصات البرازيل والعالم و البرنامج الترفيهي دومينغاو دو فاوستاو (1989).

## وصلات خارجية
- آنا كلوديا ميشيل على موقع دليل عارضات الأزياء (الإنجليزية)